# Ochsenheimeria hederarum
Ochsenheimeria hederarum is een vlinder uit de familie van de spitskopmotten (Ypsolophidae). De wetenschappelijke naam van de soort is voor het eerst geldig gepubliceerd in 1874 door Millière.